# Ян Фаркаш
Ян Фа́ркаш (словац. Ján Farkaš; нар. 30 квітня 1943, Модра — пом. 17 жовтня 1999, Модра) — словацький науковець у галузі технології та біохімії виноробства; засновник наукової школи з біохімії та технології вина в Словаччині.

## Біографія
Народився 30 квітня 1943 року в місті Модрі Чехословаччини (тепер округ Пезінок Братиславського краю, Словаччина); походив із стародавньої родини виноградарів. Закінчив хіміко-технологічний факультет Словацької вищої технічної школи в Братиславі. З 1953 року працював науковим співробітником і директором філії Братиславського науково-дослідного інституту виноградарства і виноробства у Модрі і одночасно доцентом Словацької вищої технічної школи у Братиславі.
Помер у Модрі 17 жовтня 1999 року.

## Наукова діяльність
Наукові праці присвячені стабілізації вин проти кристалічних, мікробіологічних, металевих і білкових помутнінь. Розробив спосіб приготування та був керівником групи виноробів, які створили безалкогольний виноградний напій Vineu. Автор багатьох наукових робіт
і винаходів. Серед робіт:
- «Биологические и биохимические помутнения в винах и возможности их устранения». — В книзі: «Технологические процессы в виноделии: Материалы Международного симпозиума по технологии виноделия» (Кишинів, 20-25 серпня 1979);
- «Technologie a biochemie vina». — Bratislava, 1980;
- «Biotechnologia vina». — Bratislava, 1983.

Неодноразово був головою журі на Міжнародних конкурсах вин.

## Відзнаки
- Заслужений винахідник ЧССР з 1982 року;
- Заслужений діяч науки ЧССР;
- Нагороджений орденом Карла IV.

## Вшанування пам'яті
30 квітня 2008 року в Модрі Яну Фаркашу відкрито меморіальну дошку. Напис на ній свідчить, що ця винахідлива людина, великий педагог і особливо поціновувач вина була визнана і поважана світовою винною громадськістю.